# بتهوون شماره ۳ (فیلم)
بتهوون شماره ۳ (انگلیسی: Beethoven's 3rd) فیلمی در ژانر کمدی به کارگردانی دیوید میکی اِوِنس است که در سال ۲۰۰۰ منتشر شد. از بازیگران آن می‌توان به جاج رینهولد، جولیا سویینی، فرانک گورشین، و اسکات ایوانز اشاره کرد.